# Maracy Mello
Maracy Mello, nome artístico de Maraci Melo Ambrogi (Itatiaia, 19 de maio de 1943) é uma atriz e produtora brasileira.

## Biografia
Maracy iniciou sua carreira no início da década de 1960 , trabalhando ativamente em Cinema até o início dos anos de 1980. Em seus últimos filmes, além de atuar, participou de suas produções. Fora casada com o ator Egidio Eccio, de quem ficara viúva, e posteriormente com o diretor Denoy de Oliveira.
Seu último filme fora a A Grande Noitada, de 1997, retornando apenas em 2015, no curta-metragem Vanescer. Trabalhou com importantes diretores como Amácio Mazzaropi, Denoy de Oliveira, Ary Fernandes, Jean Garrett, Carlos Coimbra, Fauzi Mansur e Carlos Reichenbach.
No teatro Maracy esteve em “O Avarento”, “O Guarda da Alfândega” e “A Ratoeira”, ente outras peças.

## Filmografia

### Cinema[2]
| Ano  | Título                          | Personagem     | Notas                        |
| ---- | ------------------------------- | -------------- | ---------------------------- |
| 2015 | Vanescer                        | Vera           | Curta-metragem               |
| 1997 | A Grande Noitada                | Zélia Penteado |                              |
| 1984 | O Baiano Fantasma               | Lindalva       |                              |
| 1982 | Sete Dias de Agonia             | Irmã Cristina  |                              |
| 1978 | Noite em Chamas                 | Adelaide       |                              |
| 1978 | J.J.J., O Amigo do Super-Homem  | Sílvia         |                              |
| 1976 | Fruto Proibido                  | Empregada      |                              |
| 1975 | Lilian M                        | Lucivalda      |                              |
| 1971 | Elas                            | Marisa         | Segmento: "Namoro no Escuro" |
| 1969 | Corisco, o Diabo Loiro          | Maria Bonita   |                              |
| 1969 | 2000 Anos de Confusão           | —              |                              |
| 1968 | Maré Alta                       | Mestiça        |                              |
| 1967 | A Vida Quis Assim               | Luci           |                              |
| 1964 | O Vigilante e os Cinco Valentes | —              |                              |
| 1961 | Tristeza do Jeca                | Marina         |                              |

### Televisão
| Ano  | Título                       | Personagem     |
| ---- | ---------------------------- | -------------- |
| 1975 | O Velho, o Menino e o Burro  | —              |
| 1972 | Os Fidalgos da Casa Mourisca | Isabel Mondego |
| 1971 | Sol Amarelo                  | Violeta        |
| 1969 | Dez Vidas                    | Ana            |
| 1969 | A Menina do Veleiro Azul     | Dora           |
| 1968 | A Muralha                    | Branca         |
| 1967 | O Tempo e o Vento            | Índia          |

### Trabalhos no Teatro
- O Avarento (1966)
- O Guarda da Alfândega
- A Ratoeira